# Macaduma rufoumbrata
Macaduma rufoumbrata är en fjärilsart som beskrevs av Rothschild 1912. Macaduma rufoumbrata ingår i släktet Macaduma och familjen björnspinnare. Inga underarter finns listade i Catalogue of Life.